# Saison 2019-2020 du SCO d'Angers
Maillots
Chronologie
Saison précédente Saison suivante
La saison 2019-2020 du Angers SCO est la vingt-septième saison du club angevin en première division du championnat de France, la cinquième consécutive du club au sommet de la hiérarchie du football français.
Le club évolue en Ligue 1, en Coupe de France et en Coupe de la Ligue.
Du fait de la pandémie de Covid-19 et des mesures de confinement décidées par le président de la République le 16 mars 2020, la saison de Ligue 1 2019-2020 est interrompue jusqu'à nouvel ordre. Le 28 avril 2020, le Premier ministre Édouard Philippe annonce le plan de déconfinement devant l'Assemblée nationale. À la suite de ce discours, la LFP prend acte des mesures et met un terme à la saison 2019-2020. Le SCO Angers termine cette saison à la 11ème place avec un ratio de point de 1,39 (nombre de points divisé par le nombre de match).

## Transferts

### Transferts estivaux
| Nom                   | Nationalité   | Poste     | Transfert    | Provenance/Destination | Division           |
| --------------------- | ------------- | --------- | ------------ | ---------------------- | ------------------ |
| Arrivées 10 400 000 € |               |           |              |                        |                    |
| Sada Thioub           | Sénégal       | Attaquant | 3 500 000 €  | Nîmes Olympique        | Ligue 1            |
| Casimir Ninga         | Tchad         | Attaquant | 3 000 000 €  | SM Caen                | Ligue 2            |
| Mathias Pereira Lage  | Portugal      | Milieu    | 1 500 000 €  | Clermont Foot          | Ligue 2            |
| Antonin Bobichon      | France        | Milieu    | 1 500 000 €  | Nîmes Olympique        | Ligue 1            |
| Danijel Petković      | Monténégro    | Gardien   | 900 000 €    | FC Lorient             | Ligue 2            |
| Haithem Loucif        | Algérie       | Défenseur | Transfert    | Paradou AC             | Ligue 1            |
| Rachid Alioui         | Maroc         | Attaquant | Libre        | Nîmes Olympique        | Ligue 1            |
| Baptiste Guillaume    | Belgique      | Attaquant | Retour prêt  | Nîmes Olympique        | Ligue 1            |
| Alexandre Letellier   | France        | Gardien   | Retour prêt  | ESTAC Troyes           | Ligue 2            |
| Dorian Bertrand       | France        | Milieu    | Retour prêt  | AS Béziers             | Ligue 2            |
| Saliou Ciss           | Sénégal       | Défenseur | Retour prêt  | Valenciennes FC        | Ligue 2            |
| Thomas Touré          | Côte d'Ivoire | Attaquant | Retour prêt  | Paris FC               | Ligue 2            |
| Harrison Manzala      | RD Congo      | Milieu    | Retour prêt  | Maccabi Petah-Tikva    | Japanika League    |
| Départs 34 000 000 €  |               |           |              |                        |                    |
| Jeff Reine-Adélaïde   | France        | Milieu    | 25 000 000 € | Olympique Lyonnais     | Ligue 1            |
| Flavien Tait          | France        | Milieu    | 9 000 000 €  | Stade rennais          | Ligue 1            |
| Cristian Lopez        | Espagne       | Attaquant | Transfert    | Hatta Club             | Arab Gulf League   |
| Dorian Bertrand       | France        | Milieu    | Transfert    | AS Nancy-Lorraine      | Ligue 2            |
| Saliou Ciss           | Sénégal       | Défenseur | Transfert    | AS Nancy-Lorraine      | Ligue 2            |
| Loïc Puyo             | France        | Milieu    | Libre        | Red Star FC            | Ligue 2            |
| Yoann Andreu          | France        | Défenseur | Retraite     |                        |                    |
| Lassana Coulibaly     | Mali          | Milieu    | Prêt         | Cercle Bruges          | Jupiler Pro League |
| Alexandre Letellier   | France        | Gardien   | Prêt         | Sarpsborg 08 FF        | Eliteserien        |
| Baptiste Guillaume    | Belgique      | Attaquant | Prêt         | Valenciennes FC        | Ligue 2            |
| Thomas Touré          | Côte d'Ivoire | Attaquant | Prêt         | FC Sochaux             | Ligue 2            |
| Harrison Manzala      | RD Congo      | Milieu    | Prêt         | Le Mans FC             | Ligue 2            |
| Pape Djibril Diaw     | Sénégal       | Défenseur | Prêt         | SM Caen                | Ligue 2            |
| Cheikh Ndoye          | Sénégal       | Milieu    | Retour prêt  | Birmingham City        | Championship       |
| Zacharie Boucher      | France        | Gardien   | Retour prêt  | AJ Auxerre             | Ligue 2            |

### Transferts hivernaux
| Nom                 | Nationalité   | Poste     | Transfert           | Provenance/Destination | Division    |
| ------------------- | ------------- | --------- | ------------------- | ---------------------- | ----------- |
| Arrivée             |               |           |                     |                        |             |
| Souleyman Doumbia   | Côte d'Ivoire | Défenseur | Prêt (option achat) | Stade rennais          | Ligue 1     |
| Alexandre Letellier | France        | Gardien   | Retour de prêt      | Sarpsborg 08 FF        | Eliteserien |
| Départs             |               |           |                     |                        |             |
| Alexandre Letellier | France        | Gardien   | Libre               | US Orléans             | Ligue 2     |
| Vincent Pajot       | France        | Milieu    | Prêt                | FC Metz                | Ligue 1     |
| Ibrahim Cissé       | France        | Défenseur | Prêt                | Paris FC               | Ligue 2     |

## Championnat
La Ligue 1 2019-2020 est la quatre-vingt deuxième édition du championnat de France de football et la dix-septième sous l'appellation « Ligue 1 ». La division oppose vingt clubs en une série de trente-huit rencontres. Les meilleurs de ce championnat se qualifient pour les coupes d'Europe que sont la Ligue des Champions (le podium) et la Ligue Europa (le quatrième et les vainqueurs des coupes nationales). Le SCO participe à cette compétition pour la vingt-septième fois de son histoire et la cinquième fois de suite depuis la saison 2015-2016.

### Classement
| Rang | Équipe                 | Pts | J  | G  | N  | P  | Bp | Bc | Diff |
| ---- | ---------------------- | --- | -- | -- | -- | -- | -- | -- | ---- |
| 8    | Montpellier Hérault SC | 40  | 28 | 11 | 7  | 10 | 35 | 34 | +1   |
| 9    | AS Monaco              | 40  | 28 | 11 | 7  | 10 | 44 | 44 | 0    |
| 10   | RC Strasbourg Alsace   | 38  | 27 | 11 | 5  | 11 | 32 | 32 | 0    |
| 11   | Angers SCO             | 39  | 28 | 11 | 6  | 11 | 28 | 33 | −5   |
| 12   | Girondins de Bordeaux  | 37  | 28 | 9  | 10 | 9  | 40 | 34 | +6   |
| 13   | FC Nantes              | 37  | 28 | 11 | 4  | 13 | 28 | 31 | −3   |
| 14   | Stade brestois 29 P    | 34  | 28 | 8  | 10 | 10 | 34 | 37 | −3   |

## Joueurs

### Effectif de la saison

#### Effectif de la saison
Ce tableau liste l'effectif professionnel du SCO d'Angers pour la saison 2019-2020.
| Numéro | Nat. | Nom          | Championnat | Championnat | Championnat    | Championnat | Championnat  | Total | Total       | Total          | Total  | Total        |
| Numéro | Nat. | Nom          | M.j.        | But inscrit | Passe décisive | Averti      | Carton rouge | M.j.  | But inscrit | Passe décisive | Averti | Carton rouge |
| ------ | ---- | ------------ | ----------- | ----------- | -------------- | ----------- | ------------ | ----- | ----------- | -------------- | ------ | ------------ |
| 30     |      | Petković     | 0           | 0           | 0              | 0           | 0            | 0     | 0           | 0              | 0      | 0            |
| 2      |      | Aït Nouri    | 6           | 0           | 2              | 1           | 0            | 0     | 0           | 0              | 0      | 0            |
| 4      |      | Pavlović     | 4           | 0           | 0              | 0           | 0            | 0     | 0           | 0              | 0      | 0            |
| 5      |      | Mangani      | 6           | 1           | 1              | 0           | 0            | 0     | 0           | 0              | 0      | 0            |
| 6      |      | Pajot        | 5           | 0           | 0              | 0           | 0            | 0     | 0           | 0              | 0      | 0            |
| 26     |      | Pellenard    | 2           | 0           | 0              | 0           | 0            | 0     | 0           | 0              | 0      | 0            |
| 8      |      | Traoré       | 4           | 0           | 0              | 0           | 0            | 0     | 0           | 0              | 0      | 0            |
| 10     |      | Fulgini      | 2           | 0           | 0              | 0           | 0            | 0     | 0           | 0              | 0      | 0            |
| 11     |      | Kanga        | 1           | 0           | 0              | 0           | 0            | 0     | 0           | 0              | 0      | 0            |
| 15     |      | Capelle      | 7           | 1           | 2              | 2           | 0            | 0     | 0           | 0              | 0      | 0            |
| 16     |      | Butelle      | 7           | -10         | 0              | 0           | 0            | 0     | 0           | 0              | 0      | 0            |
| 27     |      | Pereira Lage | 7           | 1           | 2              | 0           | 0            | 0     | 0           | 0              | 0      | 0            |
| 18     |      | Santamaria   | 7           | 1           | 0              | 0           | 0            | 0     | 0           | 0              | 0      | 0            |
| 19     |      | Bahoken      | 6           | 1           | 0              | 2           | 0            | 0     | 0           | 0              | 0      | 0            |
| 21     |      | Ninga        | 5           | 3           | 0              | 0           | 0            | 0     | 0           | 0              | 0      | 0            |
| 24     |      | Thomas       | 7           | 0           | 0              | 2           | 0            | 0     | 0           | 0              | 0      | 0            |
| 25     |      | Bamba        | 1           | 0           | 0              | 0           | 0            | 0     | 0           | 0              | 0      | 0            |
| 25     |      | Alioui       | 7           | 3           | 1              | 0           | 0            | 0     | 0           | 0              | 0      | 0            |
| 20     |      | Thioub       | 3           | 0           | 1              | 1           | 0            | 0     | 0           | 0              | 0      | 0            |
| 28     |      | El Melali    | 3           | 2           | 0              | 0           | 0            | 0     | 0           | 0              | 0      | 0            |
| 29     |      | Manceau      | 6           | 0           | 0              | 0           | 0            | 0     | 0           | 0              | 0      | 0            |
| 23     |      | Bobichon     | 3           | 0           | 0              | 0           | 0            | 0     | 0           | 0              | 0      | 0            |

#### Onze de départ (toutes compétitions)
(Mis à jour le 3 juin 2019)

## Equipe Réserve Angers SCO N2
Ce tableau liste l'effectif de la réserve du SCO d'Angers pour la saison 2019-2020.